# Alexander Duff (1er duc de Fife)
Alexander-William-George Duff, né le 10 novembre 1849 à Édimbourg et mort le 29 janvier 1912 à Assouan, en Égypte, est un pair et un homme politique britannique. Il est titré 1er duc de Fife. 

## Biographie
Fils de James Duff et d'Agnes Hay (en) (petite-fille du roi Guillaume IV du Royaume-Uni et de sa maîtresse Dorothea Jordan), il étudie au collège d'Eton.
Il est membre de la Chambre des communes de 1874 à 1879.
En 1879, il succède à son père dans le titre de comte Fife et à la Chambre des lords. Il est créé duc de Fife en 1889.
Il est Lord Grand Connétable en 1902 et 1911.

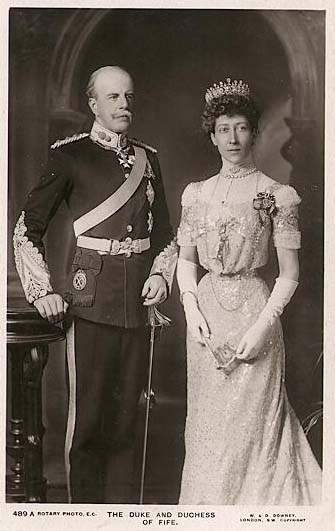
Le duc et la duchesse de Fife.

Marié en 1889 à la princesse Louise du Royaume-Uni, fille du roi Édouard VII et d'Alexandra de Danemark, il est le père d'Alexandre, 2e duchesse de Fife, mariée à son cousin le prince Arthur de Connaught, et de Maud Duff, mariée à Charles Carnegie, 11e comte de Southesk.